# Smardzewo, Zachodniopomorskie
Smardzewo [smarˈd͡zɛvɔ] (Đức Schmarsow) là một ngôi làng thuộc khu hành chính của Gmina Sławno, thuộc hạt Sławno, Zachodniopomorskie, ở phía tây bắc Ba Lan. Nó nằm khoảng 8 kilômét (5 mi) phía tây nam Sławno và 167 km (104 mi) về phía đông bắc của thủ đô khu vực Szczecin.
Trước năm 1945, khu vực này là một phần của Đức. Đối với lịch sử của khu vực, xem Lịch sử của Pomerania.
Làng có dân số 378 người.

## Cư dân đáng chú ý
- Wilhelm Bohnstedt (1888-1947), đại tướng

1. ↑  “Central Statistical Office (GUS) - TERYT (National Register of Territorial Land Apportionment Journal)” (bằng tiếng Ba Lan). ngày 1 tháng 6 năm 2008.